# 村岡素一郎
村岡 素一郎（むらおか もといちろう、嘉永3年10月18日（1850年11月21日）- 昭和7年（1932年）5月25日）は、明治時代の教育者。福岡藩出身。医師・村岡養益の子。孫に直木賞作家の榛葉英治がいる。号は融軒・公融。

## 経歴

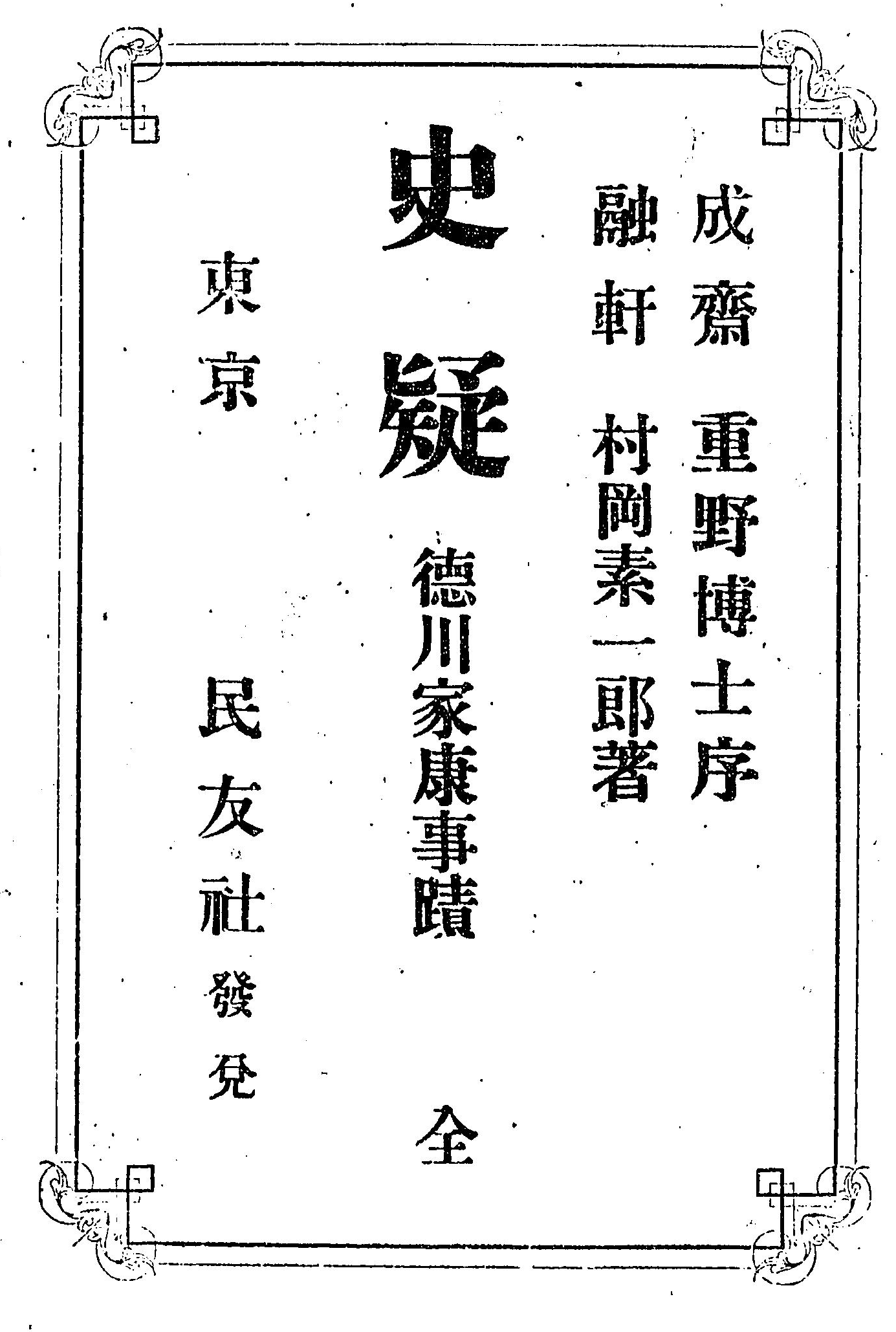
『史疑 德川家康事蹟』の表紙

父・養益は黒田家の重臣・飯田家に仕えていた。明治元年（1868年）秋、戊辰戦争に伴って福岡藩兵として出陣するが、戦地に到着する前に箱館戦争が終結している。
その後は福岡に戻り、藩校修猷館に学んだ後、廃藩置県後の農民一揆や佐賀の乱に伴う旧藩士の不穏な動きの鎮圧にあたった。明治8年（1875年）、東京に出て東京師範学校（後の東京高等師範学校）に入学、明治11年（1878年）4月の卒業とともに開拓使函館支庁に派遣されて教育行政を担当した。明治13年（1880年）11月に函館師範学校の監督に任ぜられ、三県一局時代の明治15年（1882年）4月に函館県学務課長心得を兼務、更に同年10月には兼任のまま函館師範学校の初代校長に任ぜられて県令の時任為基の面識を得た。翌年には根室県学務課長に転じたが、明治17年（1884年）8月に依願免官を申し出て受理された。
退任後の村岡は東京に出て歴史研究を志し、明治22年（1889年）に『日本神道新説』を著した。そんな折、静岡県知事になっていた旧知の時任の誘いを受けて明治23年（1890年）に静岡県に赴いて職員となった。村岡は静岡にて徳川家康の事績に疑問を持ち、「家康は途中ですり替えられた」という考えに至り、明治26年（1893年）、静岡市において「家康公の出生についての研究」という講演を行った。ところが、この講演が問題視されて翌明治27年（1894年）に非職（休職）処分となって東京に戻った。
明治29年（1896年）に根室の花咲尋常高等小学校兼弥生尋常小学校の校長として復帰し、その後愛知県の郡視学、岐阜県の県視学を歴任するが、明治33年（1900年）に再び休職になっている。この間にも徳川家康に関する研究を続け、明治35年（1902年）4月に民友社より『史疑 德川家康事蹟』を刊行した。ところが、その著書の内容に憤激した徳川家一族や旧幕臣らが圧力をかけたために絶版になってしまった。
同年6月、村岡は新設の八代郡立高等女学校（現在の熊本県立八代中学校・高等学校）の初代校長に任命されたが、翌明治36年（1903年）12月に辞任して東京に戻り、東京高等師範学校の寄宿舎舎監に任ぜられた。明治40年（1907年）東京高等師範学校関係者による孔子祭典会の再興に参加して『儒教回運録』を執筆しているが、その後退職して引退、明治43年（1910年）には長男と同居するために天津に移住した。その後、長男の仕事の都合で大連に移り、昭和7年（1932年）に大連にて83歳（数え年）で病死した。